# Conseil technique de la prévention spécialisée
Le Conseil technique de la prévention spécialisée ou C.T.P.S est le Conseil technique des clubs et équipes de prévention spécialisée. Il est une instance consultative, placée auprès du Ministre chargé des affaires sociales, dont le champ de compétence s’étend à l’ensemble des questions relatives aux activités dites de prévention spécialisée qui relèvent des missions de l’aide sociale à l’enfance exercées par les départements. Son rôle est de proposer des préconisations au gouvernement dans le domaine de la prévention spécialisée. Ce conseil participe à la lutte contre les inadaptations sociales que connaissent les enfants et relève des dispositifs de la protection de l'enfance.

## Définition
Le Conseil technique des clubs et équipes de prévention spécialisée (CTPS) est une instance consultative, placée auprès du Ministre chargé des affaires sociales, dont le champ de compétence s’étend à l’ensemble des questions relatives aux activités dites de prévention spécialisée qui relèvent des missions de l’aide sociale à l’enfance exercées par les départements.
Ses missions, sa composition et son organisation ont été fixées par un arrêté interministériel du 11 mars 1986 abrogeant les trois premiers articles de l’arrêté interministériel du 4 juillet 1972 qui l’avaient institué. En application de l’article 4 de cet arrêté du 11 mars 1986, le CTPS détermine ses méthodes de travail et définit son règlement intérieur.
L’arrêté du 4 mai 2007 portant nomination an conseil technique des clubs et équipes de prévention spécialisé (BO santé 2007/5 - 15 juin 2007) a renouvelé ses membres pour une durée de trois ans.

## Missions
- les actions dites de « prévention spécialisée » ont pour base légale la combinaison des articles L 121-2 et L 221-1-2° du code de l’action sociale et des familles : actions individuelles et collectives visant à prévenir la marginalisation et à faciliter l’insertion ou la promotion sociale, des jeunes et des familles en difficulté ou en rupture avec leur milieu, dans les zones sensibles et dans les lieux où se manifestent des risques d’inadaptation sociale

- elles se situent dans le champ de l’aide sociale à l’enfance relevant de la compétence des départements depuis les lois de décentralisation.

- elles sont soumises, en application de l’ordonnance du 1er décembre 2005, à la réglementation relative aux établissements et services sociaux et médicaux sociaux instituée par la loi du 2 janvier 2002, excepté certaines dispositions incompatibles avec leur spécificité.

- elles continuent de reposer sur des principes d’action définis, antérieurement, par les circulaires d’application qui ont suivi la publication de l’arrêté interministériel du 4 juillet 1972 portant reconnaissance, par l’État, des interventions de prévention spécialisée : travail de rue, non institutionnalisation des actions, absence de mandat nominatif, recherche de la confiance des jeunes approchés, respect de leur anonymat.

- elles s’inscrivent de façon spécifique, en application de la loi du 5 mars 2007 réformant la protection de l’enfance, dans les actions de prévention de l’inadaptation sociale devenues, par la volonté du législateur, un axe majeur de la protection de l’enfance.

Les missions du CTPS sont notamment
- de donner des avis sur les questions qui lui sont soumises par le ministre chargé des affaires sociales, en particulier à l’occasion de consultations émanant d’une collectivité locale ou d’un organisme gestionnaire de prévention spécialisée ;
- de préparer, à la demande du ministre, des notes techniques sur toutes questions intéressant la prévention spécialisée ;
- de répondre aux demandes d’avis techniques présentées par des collectivités territoriales
- de rassembler, en vue de leur diffusion, les informations sur les expériences et pratiques de prévention spécialisée, sur leurs diverses modalités, sur l’évolution des besoins et les réponses qui y sont apportées ;
- d’effectuer des études et recherches en matière de prévention de l’inadaptation sociale ;
- de faire toutes propositions qu’il juge utiles.

## Fonctionnement du CTPS

### Assemblée plénière
- Elle est composée de l’ensemble des membres, titulaires et suppléants, du CTPS (Représentants des collectivités territoriales, personnes qualifiées, représentants des administrations centrales de l’État).
- Sur proposition de la Commission permanente, elle arrête le programme de travail du CTPS et ses modalités de réalisation. Elle est tenue informée de l’avancement des travaux des commissions thématiques. Elle se prononce sur les projets d’avis ou de rapports qui lui sont soumis.
- Elle peut formuler toute proposition utile concernant la prévention spécialisée.
- En application de l’article 4 de l’arrêté interministériel du 11 mars 1986 elle se réunit au moins deux fois par an.
- Le Président du CTPS préside les réunions de l’assemblée plénière selon un ordre du jour arrêté par la Commission permanente. En cas d’empêchement du Président, la séance est présidée par un membre de la Commission permanente représentant des collectivités territoriales.

### Commission permanente
- Elle est composée de membres issus de chacun des trois collèges avec le souci d’une représentation équilibrée du territoire national.

- Elle prépare les réunions de l’Assemblée plénière dont elle fixe l’ordre du jour, elle assure le suivi des travaux des Commissions thématiques, elle examine les demandes transmises au CTPS et décide de la suite à leur réserver.

- Elle veille à la diffusion des travaux du CTPS et à leur valorisation auprès des élus, des professionnels et des institutions intéressés

- Elle peut se saisir de toute question d’actualité concernant la prévention spécialisée, l’Assemblée plénière restant cependant seule compétente pour émettre des avis.

- Elle se réunit en principe une fois par mois.

- Le Président du CTPS préside les réunions de la Commission permanente. En cas d’empêchement du Président, la séance est présidée par un représentant des collectivités territoriales.

### Commissions thématiques
- Leur nombre et leurs thèmes de travail sont arrêtés par l’assemblée plénière.

- Chaque commission thématique est présidée par un membre, titulaire ou suppléant, du CTPS, qui est chargé d’en assurer l’animation, d’organiser ses travaux et de s’assurer du concours d’un ou de plusieurs rapporteurs. Le président et les rapporteurs sont chargés de rédiger les notes d’étape et le rapport final.

- La composition des commissions thématiques est organisée sur la base du volontariat des membres du CTPS avec le souci d’une représentation équilibrée du territoire national. Pour conduire leurs travaux elles peuvent s’adjoindre le concours de personnes ressources extérieures à cette instance.

Les groupes de travail
- La Commission permanente, de sa propre initiative, peut procéder à la mise en place de groupes de travail destinés à produire des notes techniques sur des thèmes particuliers intéressant la prévention spécialisée.

- L’assemblée plénière est tenue informée des travaux de ces groupes.

## Exemple de préconisation du CTPS: École et prévention spécialisée
Réuni, le 11 mars 2008, en Assemblée plénière, le Conseil technique de la prévention spécialisée (CTPS) a souhaité prendre position sur les coopérations qui se sont mises en place, ces dernières années, au niveau local, entre les services et équipes de Prévention spécialisée et l’Institution scolaire, plus particulièrement les collèges.
Instance de réflexion, placée auprès des ministères sociaux, dont la Direction générale de l’action sociale assure le secrétariat, le CTPS tire ainsi les conclusions d’une recherche action qu’il a impulsée à ce sujet, notamment par la mise en œuvre d’études monographiques sur trois sites (Strasbourg, le Nord et le Var) avec le concours d’un bureau d’étude spécialisé
La Commission permanente du CTPS, réunie le 1er avril 2008, a finalisé sept recommandations qui s’adressent plus particulièrement au Ministère de l'Éducation nationale et aux Départements, chargé de la prévention spécialisée au titre de la protection de l'enfance, mais aussi aux communes, aujourd’hui très sensibilisées à la problématique des collèges, et  aux associations gestionnaires des services et des équipes.

## Domaine de préconisation: La prévention spécialisée
En France, la prévention spécialisée est une action d'éducation spécialisée visant à permettre à des jeunes en voie de marginalisation de rompre avec l’isolement et de restaurer le lien social. 
Cette action est placée sous l'autorité des départements (conseil général) dans le cadre des politiques que ceux-ci développent pour venir en aide à l'enfance. Cette aide à l'enfance faite par les départements se nomme l’aide sociale à l’enfance.